# Sunnybank Hills
Sunnybank Hills är en del av en befolkad plats i Australien. Den ligger i kommunen Brisbane och delstaten Queensland, omkring 16 kilometer söder om delstatshuvudstaden Brisbane. Antalet invånare är 16 830.
Runt Sunnybank Hills är det mycket tätbefolkat, med 1 018 invånare per kvadratkilometer.. Närmaste större samhälle är Brisbane, omkring 16 kilometer norr om Sunnybank Hills.
Runt Sunnybank Hills är det i huvudsak tätbebyggt. Genomsnittlig årsnederbörd är 1 424 millimeter. Den regnigaste månaden är januari, med i genomsnitt 275 mm nederbörd, och den torraste är oktober, med 21 mm nederbörd.